# Eyach-Virus
Das Eyach-Virus wurde 1976 entdeckt, der Name leitet sich vom ersten Isolat des Virus aus Eyach ab, einem Ortsteil von Eutingen im Gäu.
Das Virus gehört zusammen mit dem Colorado-Zeckenfieber-Virus zur Gattung Coltivirus. Bisher können drei Subtypen unterschieden wurden (EYAV-France-577, EYAV-France-578 und EYAV-Germany). Das Virus wurde nur in Zecken (Ixodes ricinus) nachgewiesen. Als Reservoir gelten aufgrund serologischer Untersuchungen möglicherweise Säugetiere, wie Kaninchen, Mäuse, Rehe, Ziegen und Schafe. Die klinische Bedeutung des Eyach-Virus ist unklar. Möglicherweise löst das Eyach-Virus einen fiebrigen Infekt aus, eine Virusisolierung oder der Nachweis von IgM-Antikörper während einer Erkrankung ist beim Menschen jedoch noch nicht gelungen.